# Agrochola dujardini
Agrochola dujardini là một loài bướm đêm trong họ Noctuidae.